# 아프리카 제국

아프리카 제국(African empire)이란 아프리카학에서 여러 인구와 정치체를 하나의 다민족적 정치구조 아래 지배하였던 역사상의 국가들을 일컫는 포괄적 용어이다. 이러한 제국의 성립은 주로 정복을 통해 이루어졌다.

## 사하라 제국들
사하라 남쪽 사헬지대에서 명멸한 제국들이다.
- 가나 제국
- 말리 제국
- 송가이 제국
- 카넴-보르누 제국
- 소코토 칼리파국
- 졸로프

## 같이 보기
- 아프리카의 역사